# Pleasant Hill (Missouri)
Pleasant Hill és una població dels Estats Units a l'estat de Missouri. Segons el cens del 2000 tenia 9.896 habitants.

## Demografia
Segons el cens del 2000, Pleasant Hill tenia 5.582 habitants, 2.070 habitatges, i 1.509 famílies. La densitat de població era de 480 habitants per km².
Dels 2.070 habitatges en un 40,7% hi vivien nens de menys de 18 anys, en un 58,6% hi vivien parelles casades, en un 10,3% dones solteres, i en un 27,1% no eren unitats familiars. En el 22,7% dels habitatges hi vivien persones soles el 9,4% de les quals corresponia a persones de 65 anys o més que vivien soles. El nombre mitjà de persones vivint en cada habitatge era de 2,66 i el nombre mitjà de persones que vivien en cada família era de 3,12.
Per edats la població es repartia de la següent manera: un 30,2% tenia menys de 18 anys, un 8% entre 18 i 24, un 31,9% entre 25 i 44, un 18,6% de 45 a 60 i un 11,3% 65 anys o més.
L'edat mediana era de 33 anys. Per cada 100 dones de 18 o més anys hi havia 89 homes.
La renda mediana per habitatge era de 48.915 $ i la renda mediana per família de 52.799 $. Els homes tenien una renda mediana de 40.394 $ mentre que les dones 24.985 $. La renda per capita de la població era de 21.623 $. Entorn del 4% de les famílies i el 5,5% de la població estaven per davall del llindar de pobresa.

## Poblacions més properes
El següent diagrama mostra les poblacions més properes.